# Saulmory-et-Villefranche
Saulmory-et-Villefranche település Franciaországban, Meuse megyében. Lakosainak száma 82 fő (2022. január 1.). Saulmory-et-Villefranche Wiseppe, Mont-devant-Sassey, Montigny-devant-Sassey, Mouzay és Stenay községekkel határos.

## Népesség
A település népessége az elmúlt években az alábbi módon változott:
| Lakosok száma | 117  | 117  | 117  | 106  | 104  | 96   | 87   | 83   | 81   | 82   |
|               | 1968 | 1982 | 1990 | 2006 | 2013 | 2015 | 2017 | 2019 | 2020 | 2022 |